# 平標山
平標山 （たいらっぴょうやま）は、新潟県南魚沼郡湯沢町と群馬県利根郡みなかみ町の間に位置する標高1,983.8メートルの山。

## 概要
山名の平は山頂の形状、標は印や標識と同意で境界（=上越国境）を示す。
三国山脈谷川連峰主稜線の西端に位置しており、主脈縦走路の玄関口に位置する。ロープウェイ方面から来た場合はここから南に折れて三国山～三国峠に繋がる。
山頂は東にある仙ノ倉からの縦走路（主脈）と、西の松手山からの登山道（松出ルート）、南の平標山の家からの登山道（三国山方面への縦走路）、北の土樽からの登山道（平標新道）が合流する十字路になっており、三等三角点が置かれている。なだらかな山容をしており、チシマザサや高山植物に覆われ、360°の展望が開けている。
谷川岳からの主脈縦走コースは1950年（昭和25年）、土樽からの登山道は1953年（昭和28年）、元橋もとはしからの登山道は1955年（昭和30年）頃の伐開。
三国山方面への縦走路と平元ひらもと新道の合流地点には宿泊も可能な平標山の家（管理・みなかみ町、営業は夏山シーズンのみ）があり、群馬県によって縦走路と同じ1950年に新築された後、2006年（平成18年）に建て替えられた。小屋の前に水場（仙平せんぺい清水）と「平標の鐘」、大山祇神社、避難小屋（冬季利用可）がある。
越後百山、新潟100名山、ぐんま百名山、花の百名山で、「ぐんま県境稜線トレイル」三国峠～稲包山周回コースにもなっている。上信越高原国立公園に属している。

## 登山ルート
湯沢町土樽（北麓）から
毛渡けど沢出合（バッキガ平）から渡渉点（平標尾根取り付き）まで約1時間20分→矢場の頭まで約1時間30分→山頂まで約2時間15分（平標新道）
湯沢町三国（西麓）から
平標登山口→林道終点まで約1時間10分→平標山の家まで約1時間15分（平元新道）→山頂まで約50分
平標登山口→鉄塔まで約1時間10分→松手山まで約50分→山頂まで約1時間10分
谷川岳方面（東側）から
仙ノ倉山頂から約1時間
三国峠方面（南側）から
三国峠から三国山まで約1時間→三国山から三角山まで約1時間15分→三角山から平標山の家まで約1時間

コースタイム参考：昭文社・山と高原地図「谷川岳」、ヤマケイ登山地図帳「谷川岳・巻機山」

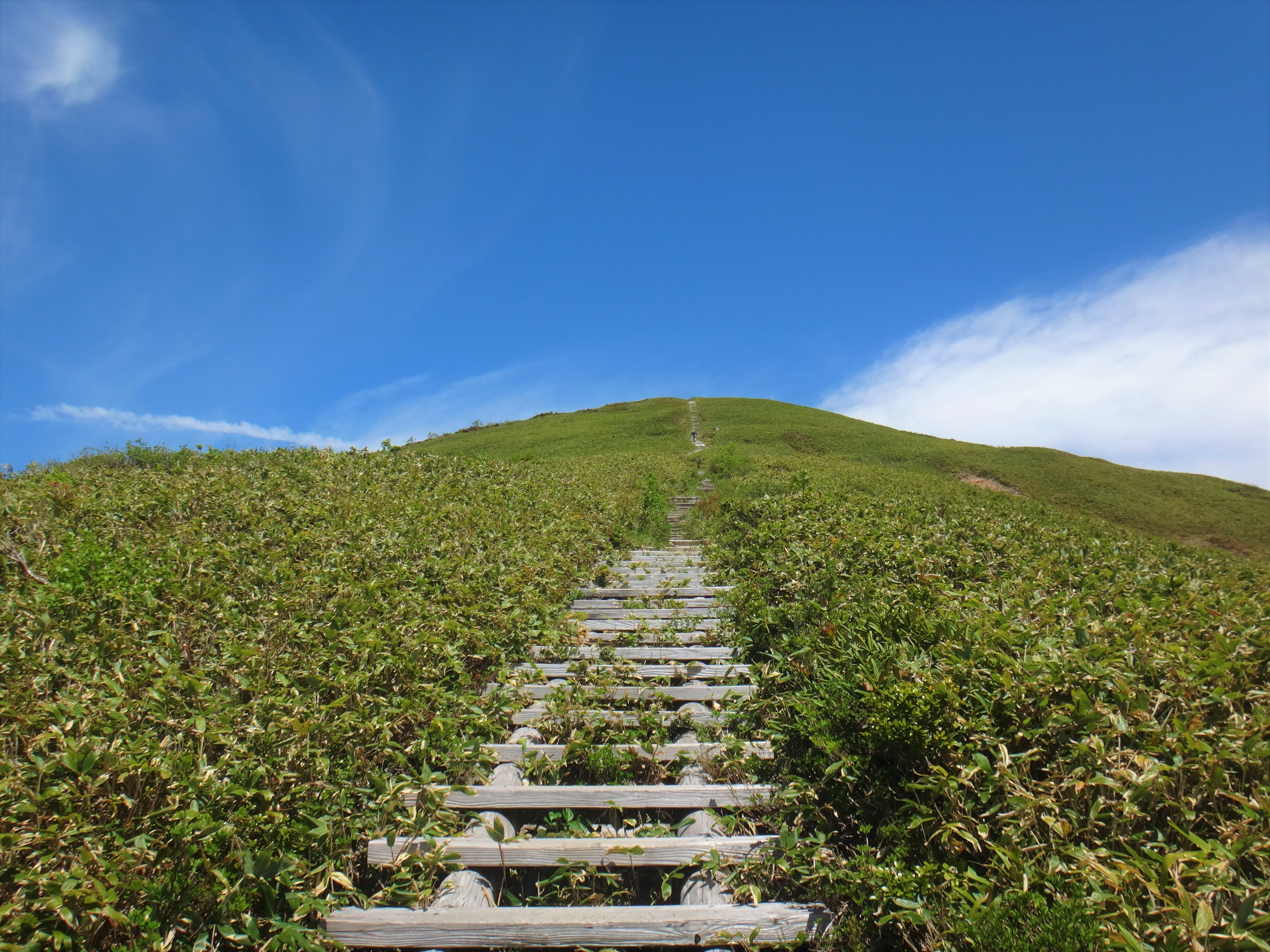
山頂へと続く登山道
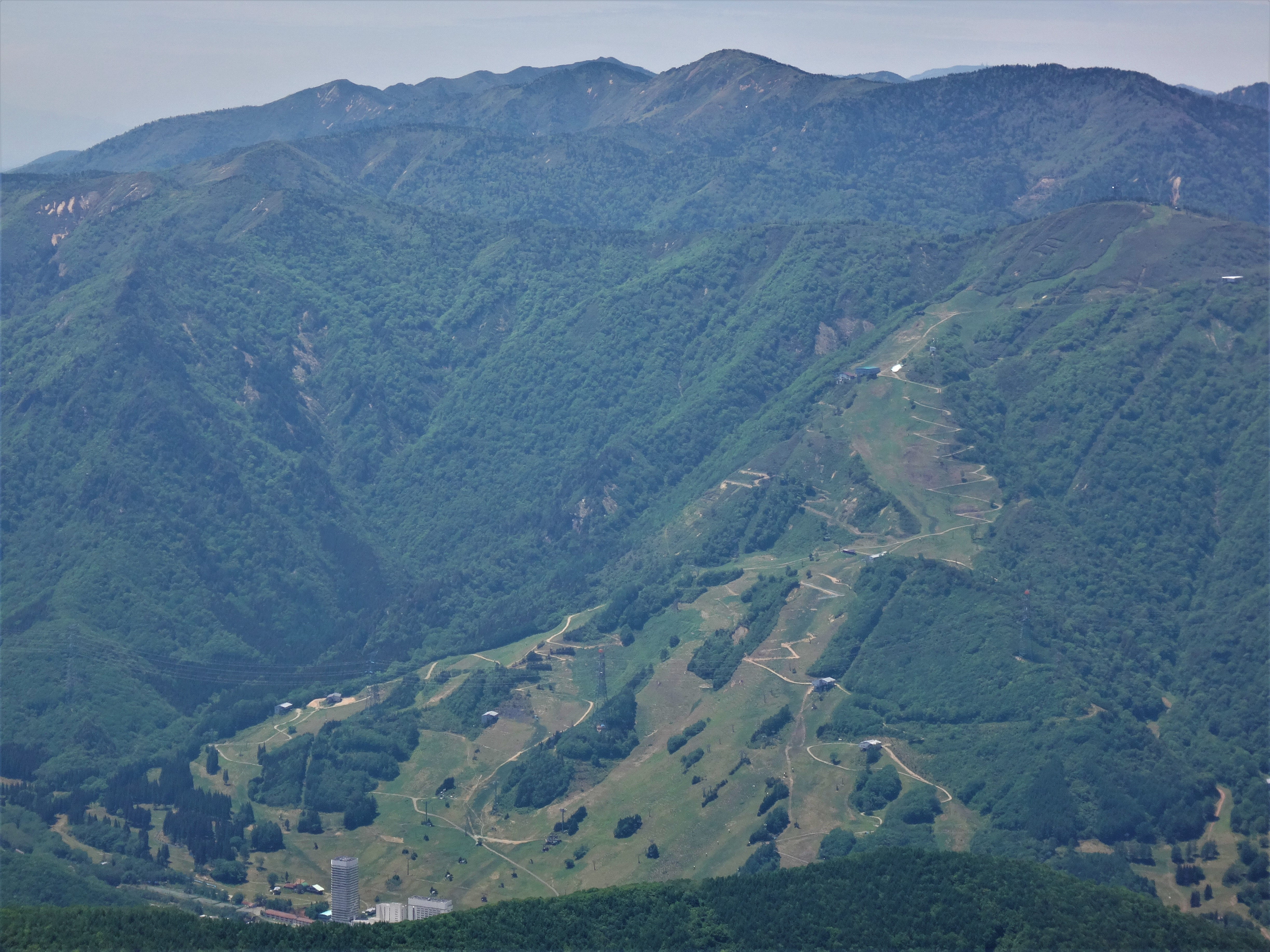
山頂から見た苗場スキー場と苗場プリンスホテル
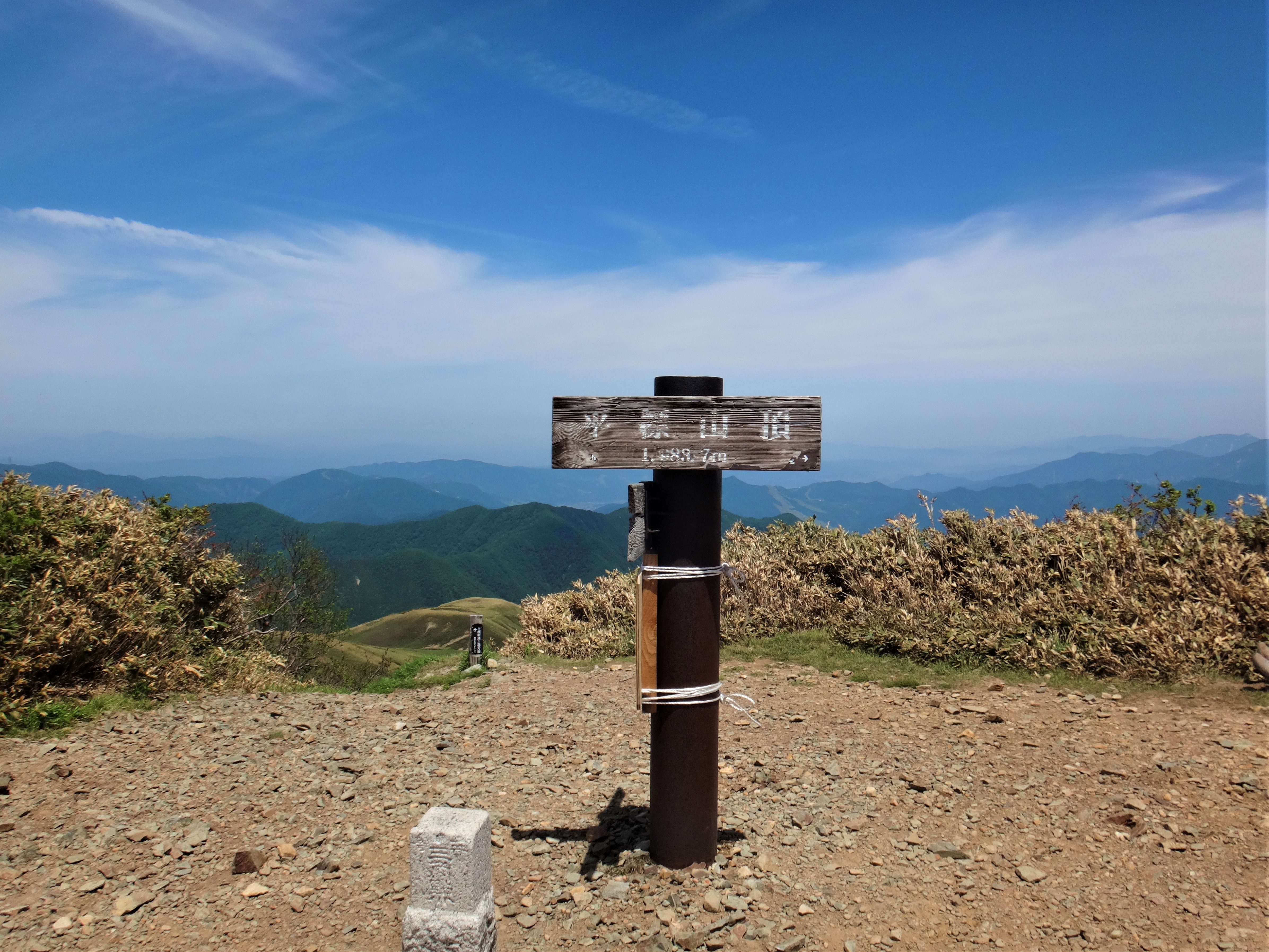
平標山山頂
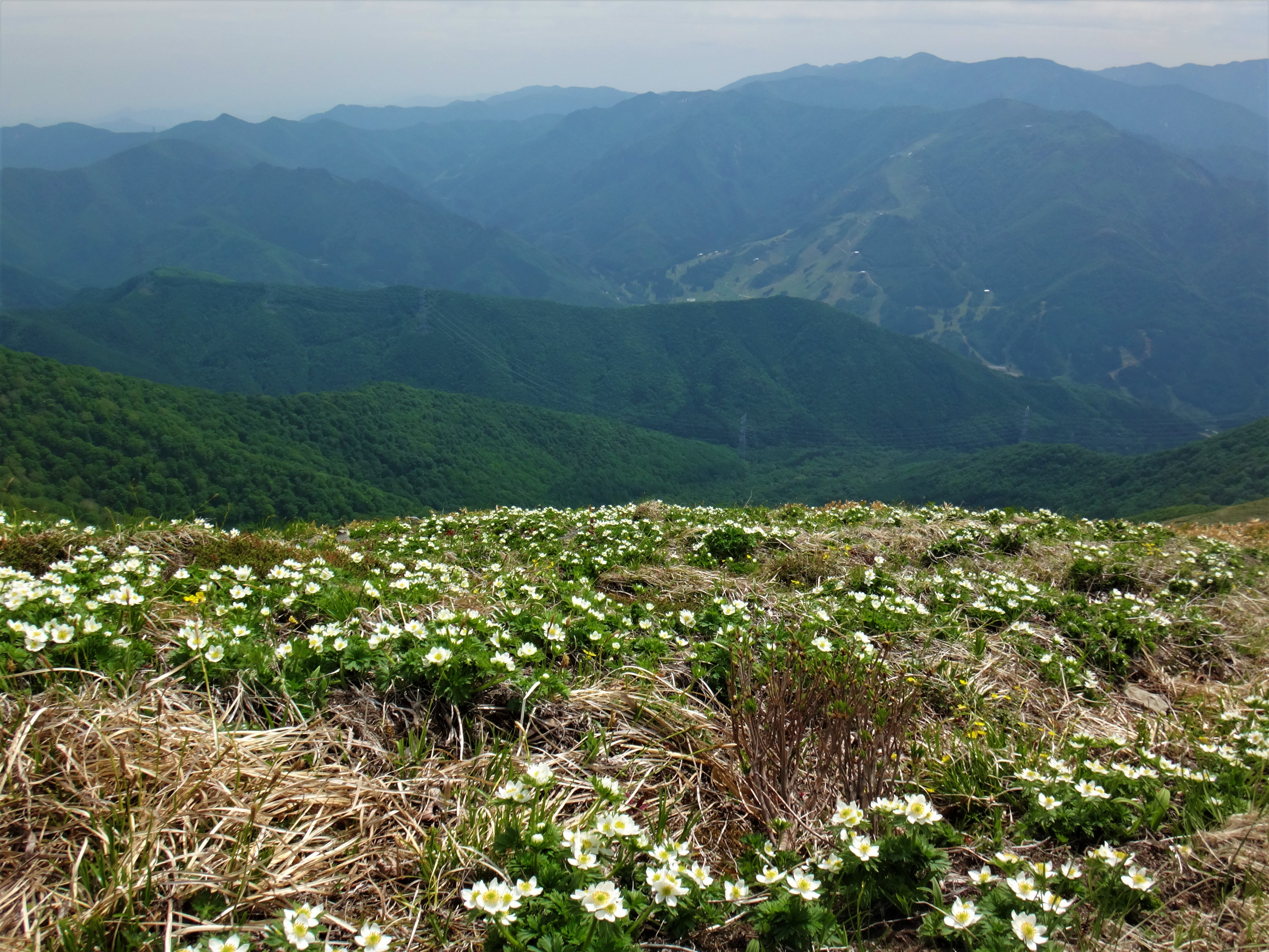
ハクサンイチゲが広がる（眼下に苗場スキー場）

## 遭難事例
1950年（昭和25年）11月4日、東芝山岳部の3人と三井鉱山山岳部の3人の2つのグループ合わせて男女6人が山頂付近で遭難した。そのうち5人が死亡し、1人が生還した。
東芝山岳部はY(当時23歳)、S(当時22歳)、O(当時32歳)の3名パーティ。三井鉱山山岳部は男性のOと女性A、Hの3名パーティ。他に長岡山岳会（日本光学）の2名パーティが、この年に整備された谷川連峰縦走コースを利用して、谷川岳の肩の小屋から平標経由で三国峠の麓の法師温泉まで縦走を計画していた（明治節の飛び石連休を利用しての山行）。東芝パーティは11月2日に谷川温泉から入山して天神小屋で一泊し、3日に肩の小屋に宿泊。三井パーティは3日にマチガ沢から入山して同じく肩の小屋に宿泊。既に三井パーティのAに疲れが見られたが、リーダーのOは同行パーティがあることや、この年の10月に平標小屋が新築されたこともあり楽観的だった。前日に東芝パーティを見かけた天神小屋の小屋番の半田の証言によると、装備の詰まった七貫目（約26kg）近いザックに対して足元は霜や雪に対しての備えが十分ではない軍隊靴だったという。土合山の家の主人の中島が別件で訪れていたマチガ沢で三井パーティとすれ違っており、その時に装備の少なさなどから山歩きに無理を感じ、危ないので引き返すように声をかけていた（この日には土合から8組の登山者がいたが、他の7組は主人の勧告によって山行を中止していた）。11月上旬のこの辺りの山域はいつ雪になってもおかしくなく、積雪こそ消えてはいたが既に10月23日に初雪が訪れた後だった。
長岡パーティは4日朝の6時に肩の小屋を出発、次いで7時過ぎに三井パーティが、やや遅れて東芝パーティが出発した。当日の朝は好天だったが、刺すような寒さで気温は冬に近かった。長岡パーティが東俣ノ頭で昼食をとる頃から雲がわいて天候が崩れ出した。長岡パーティは追い付いてきた三井パーティとしばらく行動を共にした。やがて長岡パーティはピッチを上げて先行した（その後、計画どおり法師温泉に下山している）。
三井パーティが仙ノ倉を越え、平標との縦走路に差し掛かった時には冷たい雨が降り出し、周囲は濃いガスで視界が効かなくなっていた。しばらく進んだところで一人が道の傍らに新しい「仙ノ倉・平標」と書かれた矢印のついた指導標を発見する。しかしその矢印の向きは今通ってきたはずの仙ノ倉を示していた（実際、この道標は設置場所を間違えて立てられていた）。指導標のとおりなら平標を既に越えており、主稜線を外れて枝尾根に迷い込んでいる可能性を考慮した3人は来た道を戻って平標のピークを探すことにした。東芝パーティも追いついたが、同様に地形を見失っていた。6人は山中の往復を繰り返しているうちに体力と時間を消費してしまった。時間は既に午後4時近く、日没が迫っていた。一行が再び鞍部まで来た時、古い指導標の木片に「小屋まで2粁」の文字が認められ、改めて最初の道標の間違いに気付く。しかしここで安心したことで2つのパーティは再び別々になってしまう。
日が暮れて夜になり、風雨の中、既に疲労がピークに達していたAをOが担いで進んだ。巻き道と山頂への登山道の分岐地点まで来た時、Oは小屋の位置の確認のために地図を取り出そうとして背中からAを下ろしたが、Aは既に意識がなく、そのまま登山道から20メートルほど離れた笹原の中の窪地まで滑り落ちていった。2人はどうにかしてAの体を登山道まで担ぎ上げようとしたが、およそ2時間かけて登山道まであと一歩の地点に来たところで再び滑り落ちてしまった。Aの意識はその後も戻る事なく、やがて眠るように死亡した（午後9時頃）。Aが死んだことでOの気力が尽きる。Hは必死で呼び掛け、ゆすり起こしたり頬を叩いたりするなどしたが、いずれ応答も途切れがちになり、夜半過ぎ（4日未明）にOも息を引き取った。Hは荷に残っていた生米をかじり、眠ってしまわないように立ったままでありったけの童謡、唱歌、戦争中の軍歌など覚えている限りの歌を泣きながら歌い続けた。いつしか雨が止み、夜空に月が浮かんでいた。夜明けと共にHは再び歩き出し、午前7時頃に平標小屋に辿り着いたが、そこに東芝パーティはいなかった。Hは東芝パーティが山中でビバークした後で小屋にやってくることを考えて書き置きを残し、縦走路を歩き通して午前11時頃に法師温泉に下って救助を求めた。4日の午後8時頃、救援部隊によってAとOの遺体が収容された。東芝パーティは、捜索隊によって7日朝に鞍部から300mほど登った群馬県側で、3人とも持っていた野営の装備を使うことなく座った格好で凍死しているのが発見された（稜線上では群馬県側のほうが風当たりが強いため、体力の消耗が激しい。三井パーティのHが夜を明かした窪地は偶然にも新潟県側だった）。
なお、初冬や春先でも冬型の気圧配置であったり、厳冬期では強い北西の季節風が吹くのが谷川連峰では常である。従って風に晒されるのは北に面する新潟県側となる。
稜線で低体温に繋がる恐れのある際は群馬県側の岩陰や窪地に身を潜める。そこで体温の回復を図り、風の合間を縫って移動するか、装備によっては停滞する。
事件の後、有志によって現地に遭難碑が、また東芝の当時の商標だった「マツダランプ（後に東芝ランプ）」の銘がついた道標が遭難防止のために谷川岳縦走路の各地に立てられた。群馬県と新潟県が谷川連峰縦走路上に越路避難小屋（毛渡乗越）、大障子避難小屋（大障子頭）、茂倉避難小屋（茂倉岳）、蓬ヒュッテ（蓬峠）といった山小屋を整備したり、稜線上からのエスケープルート（茂倉新道、吾策新道、平標新道）の伐開を進める契機にもなった。1953年（昭和28年）には平標山の家にも鐘がつけられ、山中に鐘の音を響かせることで視界不良時等に小屋の位置を知らせる役目を果たすようになった。なお谷川岳周辺エリアの記録に残る中では初の女性が犠牲者となった遭難事故である。（この項の出典：『墓標の山・谷川岳』小島六郎,1958、『魔岳秘帳 谷川岳遭難の記録』岸虎尾,1959、『谷川岳の霧と星』安川茂雄,1972、『青春の墓標・谷川岳』橋川卓也,1977）
また、鞍部から山の家へ続いていた巻き道は現在廃道となっている。
1957年（昭和32年）5月26日、群馬県富岡市の山岳会所属の3名が遭難し、1名が命を落とした。
一行は市役所に勤めるJ、I、Yの3人。5月25日、土合から入山し谷川岳に登頂後、大障子避難小屋に宿泊。この日は雨で、3人に出会った肩の小屋の主人は天候の回復を待つように忠告をしたが、Jが縦走経験者であったことと、週末のみの山行で日程に余裕が無かったこともあり、26日の朝、雨が止まぬ中を平標に向けて出発した。遮るもののない吹き曝しの中で稜線縦走の山行を続け、万太郎、エビス大黒を越えたが、仙ノ倉の登りの頃にはJの疲労が目立つようになった。鞍部の山頂と山小屋への分かれ道まで来たところでJの気力が尽き、倒れる。Iがその場に残り、Yが小屋まで救助を求めて走った。午後2時ごろYが小屋に到着。偶然、岩波映画の撮影クルーが地元の山岳会のメンバー複数人と小屋に停滞していたため、直ちに救助に向かう。救助隊が現場に到着したが、安心して緊張の糸が切れたのか、Iも気を失ってしまう。雨と強風と視界の効かないガスの中、JとIの2人は救助隊によって小屋に担ぎ込まれた。小屋では2人の体温を戻すために濡れた服を脱がせ、ストーブを最大に焚き、大勢で全身の摩擦を試みた。2時間近く手当てを続けたが、やがてJの僅かに残っていた脈が止まった。Yは裸になり、救助隊の一人と共にJを抱きかかえて直接人肌で温めたが、心臓の鼓動が蘇ることはなかった。午後7時半、全員で黙祷が捧げられた。Iは手当ての甲斐あり、翌日意識を取り戻した。27日は前日の悪天候が嘘のように好天だった。Jの遺体は駆けつけた山岳会の仲間によって担ぎ下ろされた。この様子は岩波映画『遭難』に一部が収められている。（この項の出典：『遭難 谷川岳』高村武次,1958）
2015年（平成27年）7月4日、福島県喜多方市の61歳と64歳の男性が体調不良で遭難した。
この他にも残雪期・GW中の気象遭難や夏場の熱中症・脱水症状と思われる事例などが発生している。

## 周辺の山々
- 仙ノ倉山・万太郎山・谷川岳・一ノ倉岳・茂倉岳
- 三国山
- 稲包山・上ノ倉山・忠次郎山・上ノ間山・白砂山

## 河川
- 清津川
- 赤谷川

## アクセス
- 車:関越自動車道湯沢インターチェンジより、国道17号で約30分。
- バス:越後湯沢駅より、南越後観光バス「浅貝・プリンスホテル線」の「平標登山口」バス停まで約40分。